# Сан-Хосе-дель-Гуавьяре
Сан-Хосе́-дель-Гуавья́ре (исп. San José del Guaviare) — город, расположенный во внутренней части Колумбии. Административный центр департамента Гуавьяре. Расположен на правом берегу реки Гуавьяре, восточнее водопада Ангостура II.

## История
Основан в 1938 году.